# Kambodschanische Fußballnationalmannschaft der Frauen
Die kambodschanische Frauenfußballnationalmannschaft ist eine Auswahlmannschaft der Football Federation of Cambodia, die das Land Kambodscha auf internationaler Ebene bei Frauen-Länderspielen vertritt. Die Mannschaft nahm bislang nur an der Südostasienmeisterschaft teil, jedoch nicht an Asienmeisterschaften oder Weltmeisterschaften. Derzeitige Trainerin ist Hear Sreilas.

## Geschichte
Ihr erstes Spiel absolvierte die Mannschaft bei der Südostasienmeisterschaft 2018. Das Gruppenspiel gegen Osttimor wurde mit 12:0 gewonnen. Darauf folgten jedoch Niederlagen gegen Malaysia, Thailand und die australische U-20. Bei der Südostasienmeisterschaft im folgenden Jahr wurden die Gruppenspiele gegen Vietnam, Myanmar und Indonesien allesamt verloren. Bei den Südostasienspielen 2021 verlor Kambodscha die Gruppenspiele gegen die Philippinen und Vietnam. Zwar konnte die Mannschaft bei der Südostasienmeisterschaft 2022 gegen Osttimor gewinnen und gegen Laos ein Unentschieden erzielen, allerdings verlor das Team gegen Vietnam und Myanmar und verpasste damit die Finalrunde. Bei den Südostasienspielen 2023 gelang Kambodscha nach Siegen gegen Laos und Singapur und einer Niederlage gegen Thailand erstmals der Einzug in das Halbfinale. Dort unterlag man jedoch gegen Vietnam, auch das Spiel um Platz drei gegen Thailand wurde verloren.

## Turniere

### Weltmeisterschaft
- 1991 bis 2023: Nicht teilgenommen
- 2027: Nicht qualifiziert

### Asienmeisterschaft
- 1975 bis 2022: Nicht teilgenommen
- 2026: Nicht qualifiziert

### Südostasienmeisterschaft
- 2004 bis 2016: Nicht teilgenommen
- 2018: Gruppenphase
- 2019: Gruppenphase
- 2022: Gruppenphase
- 2025: Qualifiziert